# Sobre el sentido y la referencia
Sobre el sentido y la referencia (del alemán Über Sinn und Bedeutung), a veces traducido como Sobre el sentido y la denotación, es un importante artículo de 1892 escrito por el filósofo y matemático alemán Gottlob Frege. En él, Frege traza una distinción entre lo que él llama el sentido de una expresión, y su referencia. Según Frege, el sentido y la referencia son dos aspectos distintos del significado. Para él, tanto las expresiones de objeto como las de concepto tienen una referencia (un objeto al que se refiere) y un sentido (una forma de hablar de ese objeto).

## El problema
Frege parte de la idea tradicional de que las expresiones como "Aristóteles" o "el discípulo más eminente de Platón" tienen una referencia (en estos dos casos, Aristóteles). El objetivo principal del artículo es mostrar que, además de la referencia, el significado de estas expresiones incluye algo más, a lo que Frege llama el sentido de las expresiones.

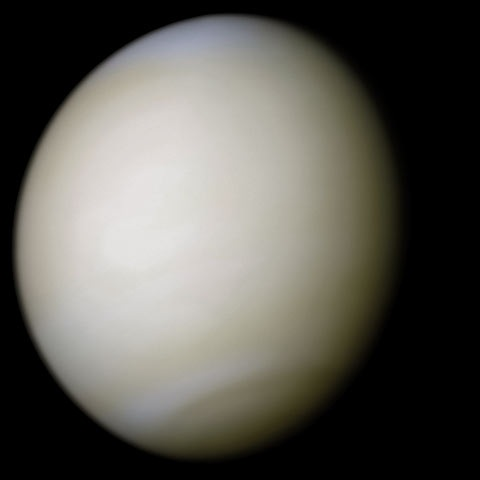
Venus, Héspero, Fósforo.

La necesidad de reconocer ese "algo más" deriva del siguiente famoso argumento, con el que Frege abre el artículo. Considérese las oraciones "{\displaystyle a=a}" y "{\displaystyle a=b}". Supongamos que "a" y "b" refieren a lo mismo, es decir que son dos nombres distintos para la misma entidad. Si el significado de las expresiones fuera solo su referente, entonces "{\displaystyle a=a}" y "{\displaystyle a=b}" significarían lo mismo. Pero claramente este no es el caso, porque cada oración nos dice algo distinto. Mientras la primera oración es trivial, no informativa y cognoscible a priori, la segunda oración, en cambio, puede ser muy informativa y requerir de mucha investigación empírica para ser establecida. Por ejemplo, supóngase que se trata de las oraciones "Héspero es Héspero" y "Héspero es Fósforo", considerando que Héspero es el nombre que los antiguos astrónomos daban a la estrella más brillante de la tarde, y Fósforo es el nombre que daban a la estrella más brillante de la mañana. Si bien la primera oración es trivial y no informativa, la segunda es interesante e informativa. De hecho, los astrónomos tardaron muchos siglos en descubrir que Héspero y Fósforo son el mismo cuerpo (que hoy llamamos Venus). Pero, sin embargo, "Héspero" y "Fósforo" tienen la misma referencia. Si su significado fuera solo su referente, entonces ambas oraciones significarían lo mismo. Pero esto claramente no es el caso.
Para explicar este fenómeno, Frege primero recurre a la siguiente estrategia: podría ser que las oraciones de la forma "{\displaystyle a=a}" y "{\displaystyle a=b}" deban leerse como «'a' refiere a lo mismo que 'a'», y «'a' refiere a lo mismo que 'b'», respectivamente. De esta forma, se conserva la trivialidad de la primera oración y se explica la informatividad de la segunda. A fin de cuentas, es informativo saber que 'a' refiere a lo mismo que 'b'. El problema con esta solución, dice Frege, es que si bien las oraciones "{\displaystyle a=a}" y "{\displaystyle a=b}" parecen dar información acerca del mundo, las oraciones «'a' refiere a lo mismo que 'a'», y «'a' refiere a lo mismo que 'b'», en cambio, parecen dar información acerca de nuestro uso del lenguaje. Esta diferencia es importante, y alcanza para que Frege abandone este camino de solución, el cual había abrazado 15 años antes en su Conceptografía.

## La distinción

El centroide de este triángulo puede ser presentado como la intersección de las rectas A y B, o como la intersección de las rectas B y C, o como la intersección de las rectas A y C. El mismo punto tiene, pues, tres "modos de presentación".

Para resolver el problema expuesto en la sección anterior, Frege propone la distinción entre la referencia de una expresión, y su sentido. Frege no define de manera muy rigurosa lo que es el sentido de una expresión, pero lo caracteriza como el "modo de presentación" del referente. Por ejemplo, "la estrella matutina" y "la estrella vespertina" son dos modos de presentación del mismo referente: el planeta Venus. La idea de Frege es que las oraciones de la forma "{\displaystyle a=b}" son informativas porque aunque "a" y "b" nos dan al mismo referente, lo hacen de distinta manera.
En el artículo, Frege llama nombre o nombre propio a toda expresión cuyo referente es un objeto. Esto incluye a los nombres propios como "Aristóteles", "Venus" y "3"; a las descripciones definidas como "el discípulo más eminente de Platón", "el segundo planeta a partir del Sol" y "{\displaystyle 1+2}"; y, como se verá más abajo, a las oraciones como "Aristóteles fue filósofo" y "Venus es un planeta" y "{\displaystyle 1+2=3}". Según la terminología de Frege, además, un nombre expresa su sentido y refiere o denota a su referente.
La distinción que Frege propone también permite dar una respuesta al problema tradicional de los nombres sin referente. Si el significado de los nombres consistiera solo en sus referentes, entonces los nombres como "Pegaso" y "Vulcano" no tendrían significado, ya que Pegaso y Vulcano no existen. Sin embargo, todo el mundo parece entender qué se quiere decir con "Pegaso" o "Vulcano", e incluso se pueden decir verdades acerca de ellos, como que "Pegaso no existe" y que "Vulcano fue un planeta hipotético propuesto en 1859". Con la distinción entre sentido y referencia, Frege puede alegar que tales nombres tienen significado porque si bien no tienen un referente, sí tienen un sentido.
En la segunda mitad del artículo, Frege argumenta que no solo las expresiones como "Aristóteles" y "la estrella más cercana a la Tierra" tienen sentido y referencia, sino también las oraciones, como "Aristóteles fue filósofo", "está lloviendo" y "{\displaystyle 1+2=3}". Según Frege, el sentido de una oración es un pensamiento, y su referencia es un valor de verdad (lo Verdadero o lo Falso, como él los llama). Por pensamiento, sin embargo, Frege no entiende algo mental, como es usual, sino una entidad abstracta, ontológicamente independiente y accesible por todos los hablantes competentes (antecedente directo de las proposiciones actuales).

### Referencia indirecta
Frege también argumenta que en ciertos contextos, la referencia de los nombres y las oraciones no es su referencia usual, sino su sentido usual. Esto sirve para ilustrar el principio de contexto. Por ejemplo, considérese la oración «Juan cree que está lloviendo». En esta oración, la expresión "está lloviendo" es una oración "subordinada", como Frege las llama, de la oración completa. La referencia de esta oración subordinada usualmente sería un valor de verdad. Sin embargo, en el contexto en que se encuentra, su referencia es, en cambio, su sentido usual, es decir, el pensamiento que transmite.
Esto encuentra respaldo en nuestras intuiciones semánticas, ya que cuando juzgamos si la oración completa «Juan cree que está lloviendo» es verdadera (es decir, cuando juzgamos cuál es su referencia), no nos importa si "está lloviendo" es verdadera, sino si el pensamiento que trasmite es creído por Juan. Si la referencia del todo depende de la referencia de las partes, como requiere el principio de composicionalidad, entonces está claro que la referencia de "está lloviendo" en este contexto no puede ser un valor de verdad, pues el valor de verdad de la oración completa no depende de si "está lloviendo" es verdadera o falsa. En cambio, el valor de verdad de la oración completa sí depende del pensamiento que transmite la oración "está lloviendo", ya que si cambiamos el pensamiento que esta oración transmite, entonces puede cambiar el valor de verdad de «Juan cree que está lloviendo».

## Influencia
El artículo de Frege y la distinción que introduce han ejercido una enorme influencia en la filosofía analítica. El artículo todavía es ampliamente leído y estudiado, y la distinción ha pasado por reelaboraciones y sofisticaciones, pero todavía encuentra muchos defensores y críticos.
El artículo también contiene un antecedente para lo que ahora se conoce como la teoría deflacionaria de la verdad.